# Generali Open 2018 - Qualificazioni singolare
Le qualificazioni del singolare del Generali Open 2018 sono state un torneo di tennis preliminare per accedere alla fase finale della manifestazione. I vincitori dell'ultimo turno sono entrati di diritto nel tabellone principale. In caso di ritiro di uno o più giocatori aventi diritto a questi sono subentrati i lucky loser, ossia i giocatori che hanno perso nell'ultimo turno ma che avevano una classifica più alta rispetto agli altri partecipanti che avevano comunque perso nel turno finale.

## Teste di serie
1. Denis Istomin (qualificato)
2. Yannick Hanfmann (qualificato)
3. Gerald Melzer (ultimo turno)
4. Ernests Gulbis (primo turno)

1. Martin Kližan (qualificato)
2. Guido Andreozzi (primo turno)
3. Yannick Maden (ultimo turno)
4. Lorenzo Sonego (ultimo turno)

## Qualificati
1. Denis Istomin
2. Yannick Hanfmann

1. Martin Kližan
2. Jurij Rodionov

## Tabellone

### Legenda
| - Q = Qualificato - WC = Wild card - LL = Lucky loser | - ALT = Alternate - SE = Special Exempt - PR = Protected Ranking | - w/o = Walkover - r = Ritirato - d = Squalificato |

### Sezione 1
|  | Primo turno | Primo turno       | Primo turno       | Primo turno | Primo turno |  |  | Ultimo turno | Ultimo turno    | Ultimo turno | Ultimo turno | Ultimo turno |  |
|  |             |                   |                   |             |             |  |  |              |                 |              |              |              |  |
|  | 1           | Denis Istomin     | Denis Istomin     | 6           | 6           |  |  |              |                 |              |              |              |  |
|  |             | Elliot Benchetrit | Elliot Benchetrit | 3           | 2           |  |  | 1            | Denis Istomin   | 6            | 67           | 7            |  |
|  |             | Thiago Monteiro   | 3                 | 6           | 7           |  |  |              | Thiago Monteiro | 1            | 7            | 5            |  |
|  | 6           | Guido Andreozzi   | 6                 | 4           | 5           |  |  |              |                 |              |              |              |  |

### Sezione 2
|  | Primo turno | Primo turno         | Primo turno         | Primo turno | Primo turno |  |  | Ultimo turno | Ultimo turno     | Ultimo turno     | Ultimo turno | Ultimo turno |  |
|  |             |                     |                     |             |             |  |  |              |                  |                  |              |              |  |
|  | 2           | Yannick Hanfmann    | Yannick Hanfmann    | 6           | 7           |  |  |              |                  |                  |              |              |  |
|  | WC          | Thiago Seyboth Wild | Thiago Seyboth Wild | 2           | 5           |  |  | 2            | Yannick Hanfmann | Yannick Hanfmann | 6            | 6            |  |
|  |             | Viktor Galović      | Viktor Galović      | 4           | 4           |  |  | 7            | Yannick Maden    | Yannick Maden    | 4            | 4            |  |
|  | 7           | Yannick Maden       | Yannick Maden       | 6           | 6           |  |  |              |                  |                  |              |              |  |

### Sezione 3
|  | Primo turno | Primo turno    | Primo turno | Primo turno | Primo turno |  |  | Ultimo turno | Ultimo turno  | Ultimo turno  | Ultimo turno | Ultimo turno |  |
|  |             |                |             |             |             |  |  |              |               |               |              |              |  |
|  | 3           | Gerald Melzer  | 6           | 0           |             |  |  |              |               |               |              |              |  |
|  |             | Blaž Rola      | 4           | 1           | r           |  |  | 3            | Gerald Melzer | Gerald Melzer | 1            | 3            |  |
|  |             | Facundo Bagnis | 6           | 4           | 6(0)        |  |  | 5            | Martin Kližan | Martin Kližan | 6            | 6            |  |
|  | 5           | Martin Kližan  | 4           | 6           | 7           |  |  |              |               |               |              |              |  |

### Sezione 4
|  | Primo turno | Primo turno    | Primo turno    | Primo turno | Primo turno |  |  | Ultimo turno | Ultimo turno   | Ultimo turno   | Ultimo turno | Ultimo turno |  |
|  |             |                |                |             |             |  |  |              |                |                |              |              |  |
|  | 4           | Ernests Gulbis | Ernests Gulbis | 2           | 4           |  |  |              |                |                |              |              |  |
|  |             | Jurij Rodionov | Jurij Rodionov | 6           | 6           |  |  |              | Jurij Rodionov | Jurij Rodionov | 6            | 6            |  |
|  | WC          | Matthias Haim  | 7              | 3           | 4           |  |  | 8            | Lorenzo Sonego | Lorenzo Sonego | 1            | 4            |  |
|  | 8           | Lorenzo Sonego | 65             | 6           | 6           |  |  |              |                |                |              |              |  |